# Sórkura
Sórkura (en bribri, Sòrkula), en la mitología bribri, es el más viejo de los Sòrburu. Abuelo paterno de Sibú, planea matarlo para convertirse en rey de los bribris.
Luego de múltiples intentos infructuosos de matar a su nieto, Sórkura arremete contra Sibú con varias lanzas, arrojándoselas todas sin dar en el blanco. Sibú toma una de las armas y lo mata al primer intento; luego, toma la forma de su abuelo y toca su caracola para que los demás Sòrburu se reúnan. Cuando los diablos llegan, Sibú los convence de descuartizar y asar el cadáver de Sórkura, hecho lo cual el dios se da a conocer y esparce los pedazos por el mundo.
Cada una de las partes de Sórkura que fueron esparcidas por Sibú se convierten en signos de mal agüero. Así, el fémur se transformó en un wáyuk, un espanto que predice desgracias. De una extremidad salió Ùruksura, un cerdo enorme y decapitado, de cuya garganta brota un espumarajo que produce un sonido como aròk, aròk, aròk. De otra parte salió Àiáksura, un mono partido a la mitad, de cuyos pulmones brotan horribles espumarajos.